# Via biliar
Les vies biliars són una sèrie d'estructures semblants a tubs que porten la bilis. La bilis, és necessària per a la digestió dels aliments greixosos, és excretada pel fetge en passatges que transporten la bilis cap al conducte hepàtic comú, que s'uneix amb el conducte cístic (que transporta la bilis de la vesícula biliar) per formar el conducte biliar comú, que du finalment a l'intestí.
L'estructura completa de l'arbre de les vies biliars és el següent: canalicles biliars → canals de Hering → conductes biliars interlobulars → conductes biliars intrahepàtics → conductes hepàtics esquerre i dret s'uneixen per formar → conducte hepàtic comú, que surt del fetge i s'uneix al → conducte cístic (de la vesícula biliar) per formar → conducte biliar comú que s'uneix amb el conducte pancreàtic → formant l'ampul·la de Vater → entra al duodè.